# Großes Holz (Naturschutzgebiet)
Koordinaten: 51° 39′ 36″ N, 8° 17′ 49″ O

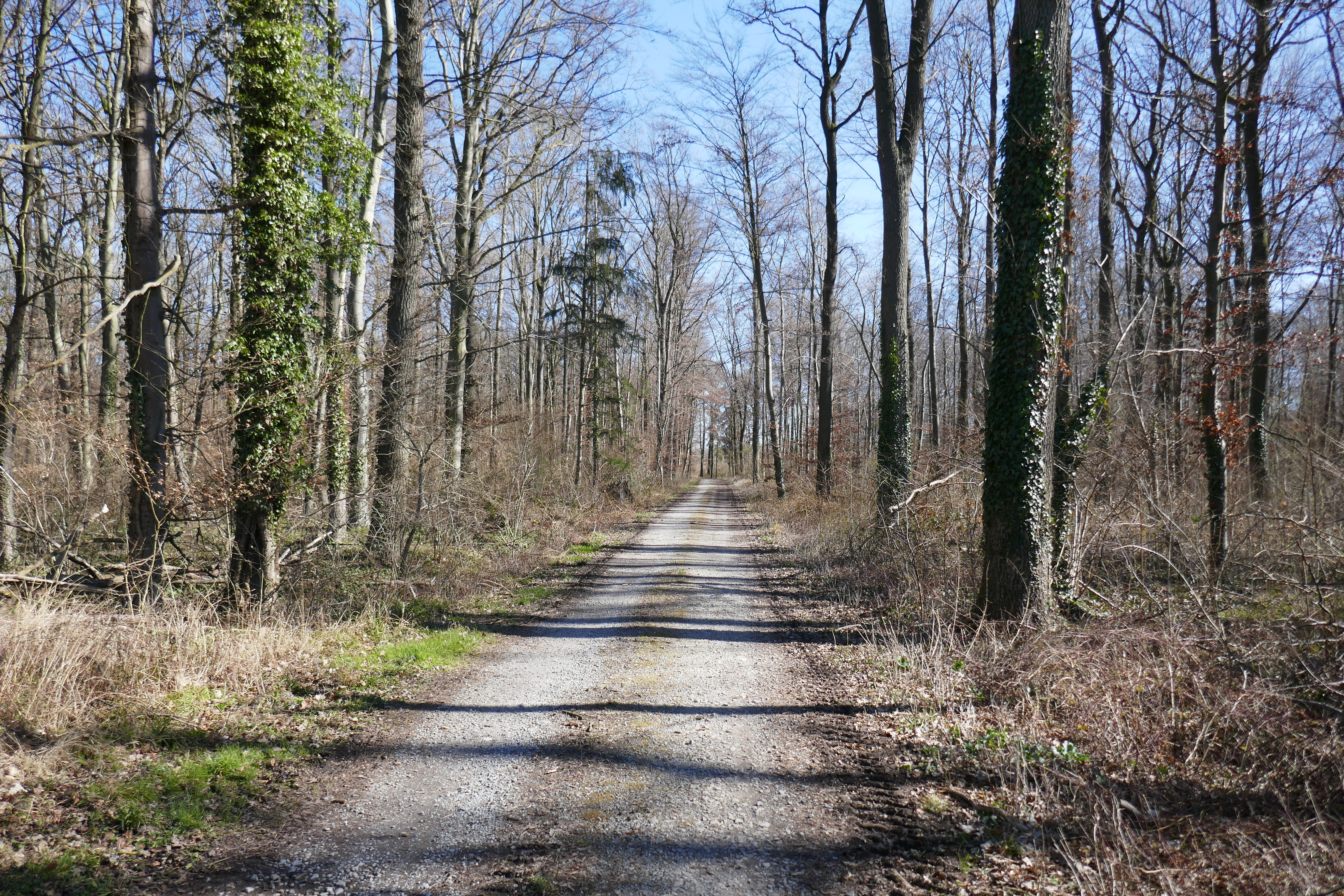
Naturschutzgebiet „Großes Holz“

Das Naturschutzgebiet Großes Holz liegt auf dem Gebiet der Stadt Lippstadt im Kreis Soest in Nordrhein-Westfalen.
Das Gebiet erstreckt sich westlich der Kernstadt Lippstadt zwischen Hellinghausen und Overhagen. Nördlich und östlich fließt die Gieseler und nördlich die Lippe. Südlich verläuft die Landesstraße L 636.

## Bedeutung
Für Lippstadt ist seit 2006 ein 52,34 ha großes Gebiet unter der Schlüsselnummer SO-086 als Naturschutzgebiet ausgewiesen.